# Алгабаський сільський округ (Улитауський район)
Алгаба́ський сільський округ (каз. Алғабас ауылдық округі, рос. Алгабасский сельский округ) — адміністративна одиниця у складі Улитауського району Улитауської області Казахстану. Адміністративний центр та єдиний населений пункт — село Бетбулак.
Населення — 400 осіб (2021; 565 у 2009, 778 у 1999, 1113 у 1989).
Станом на 1989 рік існувала Алгабаська сільська рада (села Балабатир, Бетбулак, Бокей, Сарбулак). 2007 року було ліквідовано село Сарибулак.

## Склад
До складу округу входять такі населені пункти:
| Населений пункт | Населення, осіб (1989) | Населення, осіб (1999) | Населення, осіб (2009) | Населення, осіб (2021) |
| --------------- | ---------------------- | ---------------------- | ---------------------- | ---------------------- |
| Балабатир, село | 77                     | 71                     | -                      | -                      |
| Бетбулак, село  | 782                    | 658                    | 565                    | 400                    |
| Бокей, село     | 106                    | -                      | -                      | -                      |
| Сарибулак, село | 148                    | 49                     | -                      | -                      |